# گیلاست را بالا بگیر
«گیلاست را بالا بگیر» (به انگلیسی: Raise Your Glass) یک تک‌آهنگ از هنرمند اهل ایالات متحده آمریکا پینک است که در ۶ اکتبر ۲۰۱۰ منتشر شد.
این تک‌آهنگ در چارت‌های ، استرالیا، ، در رتبه اول و در چارت‌های ، سوئیس، فنلاند، نیوزلند، اتریش جزو ده ترانه اول قرار گرفت.